# Tony Richardson

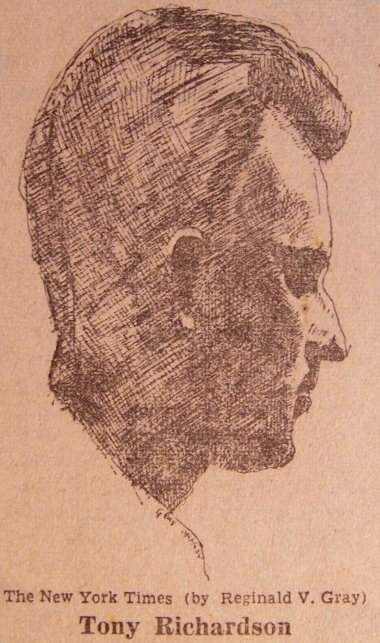
Tony Richardson by Reginald Gray

Cecil Antonio „Tony“ Richardson (* 5. Juni 1928 in Shipley, Yorkshire, England; † 14. November 1991 in Los Angeles, Kalifornien, Vereinigte Staaten) war ein britischer Regisseur, Drehbuchautor und Produzent. Er wurde in den 1960er Jahren als Teil der British New Wave mit Filmen wie Bitterer Honig, Die Einsamkeit des Langstreckenläufers und Tom Jones – Zwischen Bett und Galgen bekannt, für letzteren erhielt er den Oscar in der Kategorie Beste Regie.

## Leben und Karriere
Tony Richardson wurde 1928 in Shipley in der nordenglischen Grafschaft Yorkshire als Sohn eines Apothekers geboren.
An seiner Heimat fand Richardson nie wirklich Gefallen. Diese Ablehnung verstärkte sich noch, als er das Glück hatte, als einer von wenigen Schülern aus der Mittelschicht an einem der exklusiven Colleges der Universität von Oxford aufgenommen zu werden. Dort wandte er sich mit viel Hingabe dem institutseigenen Theater zu, was auch seine spätere Arbeit im Filmgeschäft stark prägte.
Nach dem College-Abschluss arbeitete er zunächst als Produzent und Regisseur bei der BBC. 1956 produzierte er in Zusammenarbeit mit dem tschechisch-britischen Regisseur Karel Reisz und dem deutschen Kameramann Walter Lassally seinen ersten Kurzfilm, Momma Don’t Allow. Dieser wurde im National Film Theatre im Kurzfilmprogramm Free Cinema gezeigt, das von Tony Richardson, Lindsay Anderson und Karel Reisz gegründet worden war. Mit Blick zurück im Zorn (mit Richard Burton), Der Komödiant, Bitterer Honig (mit Richard Attenborough) und Die Einsamkeit des Langstreckenläufers (mit Tom Courtenay) folgten vier weitere Free-Cinema-Produktionen Richardsons. Alle vier stellte er in der eigens mit John Osborne gegründeten Firma „Woodfall Films“ her.
Richardson verabscheute die Arbeit im Filmstudio; die Erfahrung beim Fernsehen hatte ihm gezeigt, dass sie seine Kreativität einengte und ihn auf Distanz zum Sujet seiner Darstellung hielt. Aber auch physisch fühlte er sich dadurch eingeschränkt – eine Erkenntnis, die eine wichtige Rolle bei seinem filmischen Schaffen spielte. Eine seiner Begabungen lag darin, seine Akteure in eine Beziehung zu ihrer Umwelt zu setzen, was in allen Schaffensperioden seine Filme, egal welchen Genres, geprägt hat.
Nach den in Schwarz-Weiß gehaltenen Free-Cinema-Filmen wollten Richardson und Lassally „etwas voll Farbe und Spaß“ schaffen und stießen bei ihrer Suche nach einem geeigneten Drehbuch auf den Roman Tom Jones: Die Geschichte eines Findelkindes von Henry Fielding. Der daraus entstandene Film, Tom Jones – Zwischen Bett und Galgen, wurde ein großer finanzieller Erfolg für Woodfall Films und bei der Oscarverleihung 1964 nach zehn Nominierungen mit Preisen in vier Kategorien ausgezeichnet: den Oscars für den besten Film, die beste Regie, das beste Drehbuch, die beste Musik.
Seinen ersten in den USA produzierten Erfolg feierte Richardson mit Tod in Hollywood, einer mit zahlreichen Stars besetzten Filmsatire auf den American Way of Life, die amerikanische Art zu leben und zu sterben. 1968 inszenierte er den aufwendigen Historienstreifen Der Angriff der leichten Brigade, der den ersten größeren Flop und einen Wendepunkt in seiner Karriere darstellte. Seine Filme aus den 1970er und 1980er Jahren konnten nicht an die früheren Erfolge anknüpfen.
1962 heiratete Richardson die britische Schauspielerin Vanessa Redgrave. Die Ehe, aus der zwei Töchter hervorgingen, die Schauspielerinnen Natasha Richardson und Joely Richardson, wurde 1967 geschieden. Er unterhielt eine Liebesbeziehung mit der französischen Schauspielerin Jeanne Moreau, mit der er Mademoiselle nach einem Drehbuch von Jean Genet und Marguerite Duras und Nur eine Frau an Bord (nach Duras’ Roman Der Matrose von Gibraltar) drehte.
Tony Richardson starb am 14. November 1991 in Los Angeles an AIDS. Sein letzter Film, Operation Blue Sky, erschien erst nach seinem Tod.

## Filmografie
- 1948: Under the Frozen Falls
- 1956: Momma Don’t Allow (Kurzfilm)
- 1959: Blick zurück im Zorn (Look Back in Anger) – nach dem Bühnenstück von John Osborne
- 1960: Der Komödiant (The Entertainer)  – nach dem Bühnenstück von John Osborne
- 1960: Samstagnacht bis Sonntagmorgen (Saturday Night and Sunday Morning) – als Produzent des Filmes beteiligt
- 1961: Geständnis einer Sünderin (Sanctuary) – nach dem Roman von William Faulkner
- 1961: Bitterer Honig (A Taste of Honey) – nach dem Drama von Shelagh Delaney
- 1962: Die Einsamkeit des Langstreckenläufers (The Loneliness of the Long Distance Runner) – nach der Erzählung von Alan Sillitoe
- 1963: Tom Jones – Zwischen Bett und Galgen (Tom Jones) – nach dem Roman von Henry Fielding
- 1963: Das Mädchen mit den grünen Augen (Girl with Green Eyes)
- 1965: Tod in Hollywood (The Loved One) – nach dem Roman von Evelyn Waugh
- 1966: Mademoiselle – nach dem Drehbuch von Jean Genet
- 1967: Red and Blue (Kurzfilm)
- 1967: Nur eine Frau an Bord (The Sailor from Gibraltar) – nach dem Roman von Marguerite Duras
- 1968: Der Angriff der leichten Brigade (The Charge of the Light Brigade)
- 1969: Der Satan mischt die Karten (Laughter in the Dark) – nach dem Roman von Vladimir Nabokov
- 1969: Hamlet – nach dem gleichnamigen Drama von William Shakespeare
- 1970: Kelly, der Bandit (Ned Kelly)
- 1973: Empfindliches Gleichgewicht (A Delicate Balance) – nach dem Bühnenstück von Edward Albee
- 1974: Eine todsichere Sache (Dead Cert)
- 1977: Die Abenteuer des Joseph Andrews (Joseph Andrews) – nach dem Roman von Henry Fielding
- 1978: Tod in einer kleinen Stadt (Death in Canaan)
- 1980: Grenzpatrouille (The Border)
- 1984: Hotel New Hampshire (The Hotel New Hampshire) – nach dem Roman von John Irving
- 1986: Schatten auf der Sonne (A Shadow on the Sun)
- 1986: Dead or Alive (The Penalty Phase)
- 1990: Verführerische Geschichten (Women & Men: Stories of Seduction) – eine Episode nach einer Kurzgeschichte von Ernest Hemingway
- 1990: Das Phantom der Oper (Phantom of the Opera) nach dem gleichnamigen Roman
- 1991: Operation Blue Sky (Blue Sky)

## Auszeichnungen
Oscar (Academy Award)
- Oscarverleihung 1964: Bester Film für Tom Jones – Zwischen Bett und Galgen
- Oscarverleihung 1964: Beste Regie für Tom Jones – Zwischen Bett und Galgen
- Oscarverleihung 1964: Bestes adaptiertes Drehbuch für Tom Jones – Zwischen Bett und Galgen
- Oscarverleihung 1964: Beste Original-Musik für Tom Jones – Zwischen Bett und Galgen

## Schriften
- Tony Richardson: Long Distance Runner. Memoirs. London 1993.